# Método das imagens
O método das imagens é um procedimento empregado para solucionar a equação de Poisson.  O método consiste na substituição de parte de alguns elementos do problema original por um conjunto de uma ou mais cargas, ou uma distribuição de cargas, as quais respeitam as condições de contorno impostas inicialmente.

## Aplicação do método
Para, por exemplo, calcular o potencial eletrostático de um sistema de cargas, é necessário que a distribuição de cargas no sistema seja bem definida , ou seja, localizada de acordo com um referencial conveniente adotado. A escolha do diferencial pode tornar mais ou menos simples a resolução analítica do problema.
Entretanto, em alguns problemas, como por exemplo, quando tem-se uma carga livre localizada nas proximidades de um condutor, uma certa quantidade de cargas será induzida e posicionada no condutor de forma a anular o campo produzido pela carga de teste dentro do mesmo. O arranjo das cargas induzidas é muito complexo, o que tornaria excessivamente complexo o cálculo analítico do potencial eletrostático gerado pelo novo sistema de cargas.
No entanto, o método das imagens torna a resolução do problema consideravelmente mais simples. Este método simplifica a distribuição de cargas induzidas, com a substituição delas por cargas virtuais, de forma que o problema em questão não tenha suas condições de contorno alteradas e ainda seja possível realizar o cálculo do potencial e de outras grandezas.

## Teorema da unicidade
O teorema da unicidade garante o uso do método das imagens. O teorema diz que a solução da equação de Poisson para um volume é unicamente determinada se o potencial é especificado na fronteira da superfície do volume considerado.
A prova do teorema da unicidade considera as condições de contorno de Neumann para especificação do campo elétrico e para densidade de carga superficial. As condições de Dirichlet também são consideradas para especificação dos potenciais nas superfícies em questão.
Portanto, para um volume V sujeito às condições supracitadas, tem-se a equação de Poisson:
{\displaystyle \nabla ^{2}\Phi =-{\frac {\rho }{\epsilon _{0}}}}
Suponha que existam duas soluções  {\displaystyle \phi _{1}}  e  {\displaystyle \phi _{2}}  que satisfaçam as mesmas condições de contorno. Então defina:
{\displaystyle \Phi =\phi _{1}-\phi _{2}}.
Como {\displaystyle \nabla ^{2}\Phi =0} dentro do volume  V e as condições de contorno impõem {\displaystyle \Phi =0}(condição de Dirichlet) e {\displaystyle \partial \Phi /\partial n=0}(condição de Neumann de derivada normal) , a identidade de Green pode ser aplicada a seguinte forma:
{\displaystyle \int _{V}(\Phi \nabla ^{2}\Phi +\nabla \Phi \cdot \nabla \Phi )\,dV=\oint _{S}\Phi {\frac {\partial \Phi }{\partial n}}da}
A partir dessas condições, tem-se apenas:
{\displaystyle \int _{V}\left|\nabla \Phi \right|^{2}\,dV=0},
condição que só é verdadeira em geral se {\displaystyle \nabla \Phi =0}. Portanto, {\displaystyle \Phi } é uma constante. Como  {\displaystyle \Phi =0}na fronteira,  {\displaystyle \Phi =0} em todo o volume V. Assim,  {\displaystyle \phi _{1}=\phi _{2}},  ou seja, a solução é unica.

## Exemplos

### Carga pontual sobre um plano infinito

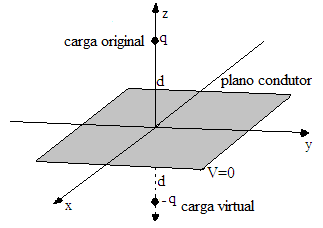
Ilustração da carga pontual e o plano infinito.

Este é um exemplo clássico de problema que precisa do método das imagens para ser solucionado analiticamente.
Uma carga q positiva é posicionada a uma distância d de um plano condutor infinito com potencial {\displaystyle V=0}. O sistema cartesiano é utilizado com a localização da carga pontual em: {\displaystyle x=y=0} e {\displaystyle z=d}.
As seguintes condições de contorno devem ser respeitadas:
1) {\displaystyle V=0} em{\displaystyle \quad z=0} com o plano condutor aterrado
2) {\displaystyle V\rightarrow 0\quad } quando calculamos o potencial para distâncias muito maiores que d:{\displaystyle \qquad }{\displaystyle (x^{2}+y^{2}+z^{2}>>d^{2})}
Pelo método das imagens, define-se uma carga pontual, a uma distância -d, no eixo z, negativa, para representar as cargas induzidas no plano. Assim pode-se calcular de forma direta o potencial eletrostático em qualquer posição do espaço mediante esta nova concepção do sistema:
{\displaystyle V(x,y,z)={\frac {1}{4\pi \epsilon _{0}}}\left[{\frac {q}{\sqrt {x^{2}+y^{2}+\left(z-d\right)^{2}}}}-{\frac {q}{\sqrt {x^{2}+y^{2}+\left(z+d\right)^{2}}}}\right]}
Note-se que a expressão anterior obedece as condições de contorno adotadas a princípio.

#### Grandezas associadas

##### Densidade carga induzida
Após a determinação do potencial {\displaystyle V},  a densidade de carga induzida no condutor pode ser calculada como:
{\displaystyle \sigma =-\epsilon _{0}{\partial V \over \partial n}\quad }     ou   {\displaystyle \quad \sigma =-\epsilon _{0}{\partial V \over \partial z}}
com {\displaystyle \quad z=0}
{\displaystyle {\partial V \over \partial z}={\frac {1}{4\pi \epsilon _{0}}}\left[{\frac {-q\left(z-d\right)}{\left[x^{2}+y^{2}+\left(z-d\right)^{2}\right]^{\frac {3}{2}}}}-{\frac {q\left(z+d\right)}{\left[x^{2}+y^{2}+\left(z+d\right)^{2}\right]^{\frac {3}{2}}}}\right]}
{\displaystyle \sigma \left(x,y\right)={\frac {-qd}{2\pi \left(x^{2}+y^{2}+d^{2}\right)^{\frac {3}{2}}}}}
Como esperado, a densidade de cargas é negativa.
A carga total induzida é:
{\displaystyle Q=\int \sigma da}
A integral é no plano xy , porém é conveniente utilizar coordenadas polares para facilitar. Assim, considerando o elemento diferencial de área:
{\displaystyle da=rdrd\phi }
e
{\displaystyle r^{2}=x^{2}+y^{2}},

tem-se:
{\displaystyle \sigma \left(r\right)={\frac {-qd}{2\pi \left(r^{2}+d^{2}\right)^{\frac {3}{2}}}}}
e
{\displaystyle Q=\int _{0}^{2\pi }\int _{0}^{\infty }{\frac {-qd}{2\pi \left(r^{2}+d^{2}\right)^{\frac {3}{2}}}}rdrd\phi =qd\lim _{a\rightarrow \infty }[{\frac {1}{\sqrt {a^{2}+d^{2}}}}-{\frac {1}{d}}]=-q},

que é a carga utilizada para representar as cargas induzidas pelo plano.

##### Força e energia
Como as cargas são opostas, elas sofrem uma força de atração, portanto tem-se:
{\displaystyle F=-{\frac {1}{4\pi \epsilon _{0}}}{\frac {q^{2}}{\left(2d\right)^{2}}}{\hat {z}}}
Caso o sistema fosse, de fato, constituído por duas cargas pontuais de sinais opostos, a energia do sistema seria expressa como:
{\displaystyle W=-{\frac {1}{4\pi \epsilon _{0}}}{\frac {q^{2}}{2d}}}
Porém, como na situação considerada só existe campo elétrico em metade do espaço, a energia real é metade do valor correspondente ao do sistema elaborado com o método das imagens. Portanto, tem-se que:
{\displaystyle W=-{\frac {1}{4\pi \epsilon _{0}}}{\frac {q^{2}}{4d}}}

### Carga pontual próxima de uma esfera condutora

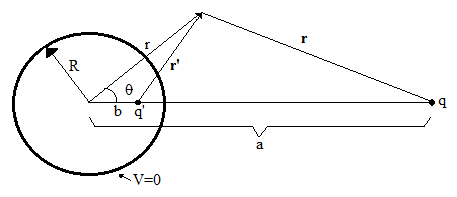
Ilustração de uma esfera condutora aterrada próxima a uma carga q, com indução de carga q'(carga virtual).

Uma carga pontual é posicionada a uma distância a do centro de uma esfera condutora de raio R, a qual possui potencial igual a zero, ou seja, está aterrada.
De acordo com o método das imagens, pode-se substituir as cargas induzidas na esfera condutora pela carga pontual por uma outra carga pontual q', no mesmo eixo a uma distância b do centro da esfera condutora.
Para esta situação equivalente, o potencial será:
{\displaystyle V\left(r\right)={\frac {1}{4\pi \epsilon _{0}}}\left({\frac {q}{r}}+{\frac {q'}{r'}}\right)}
Como as distâncias das cargas a um ponto arbitrário no espaço são dadas por:
{\displaystyle {\boldsymbol {r}}={\sqrt {r^{2}+a^{2}-2ra\cos \theta }}}
ou
{\displaystyle {\boldsymbol {r'}}={\sqrt {r^{2}+b^{2}-2rb\cos \theta }}}, conforme indicado na figura ao lado, e aplicando as relações consideradas:
{\displaystyle b={\frac {R^{2}}{a}}\quad } e {\displaystyle \quad q'=-{\frac {R}{a}}q}, tem-se, então:
{\displaystyle V\left(r,\theta \right)={\frac {1}{4\pi \epsilon _{0}}}\left({\frac {q}{r}}+{\frac {q'}{r'}}\right)={\frac {q}{4\pi \epsilon _{0}}}\left\{{\frac {1}{\sqrt {r^{2}+a^{2}-2ra\cos \theta }}}-{\frac {1}{\sqrt {R^{2}+\left({\frac {ra}{R}}\right)^{2}-2ra\cos \theta }}}\right\}}
Esta solução satisfaz as condições de contorno:
1){\displaystyle V=0}, quando {\displaystyle r=R};
2)  {\displaystyle V\rightarrow 0}   quando {\displaystyle r} e {\displaystyle r'} tendem ao infinito.